# Glastonbury (Connecticut)
Glastonbury é uma cidade  localizada no estado americano de Connecticut, no Condado de Hartford.

## Demografia
Segundo o censo americano de 2000, a sua população era de 31.876 habitantes.

## Geografia
De acordo com o United States Census Bureau tem uma área de
135,4 km², dos quais 133,0 km² cobertos por terra e 2,4 km² cobertos por água.

## Localidades na vizinhança
O diagrama seguinte representa as localidades num raio de 16 km ao redor de Glastonbury.